# Leon Dieperinck
Leo Ferdinand (Leon) Dieperinck (Brugge, 9 mei 1917 - aldaar, 17 augustus 2010) was een Belgisch figuratief kunstschilder uit de 20e eeuw die tot de Brugse School behoorde.

## Levensloop
Hij deed kunststudies aan de Academie voor Schone Kunsten in Brugge bij Florimond Aerts, Lionel Poupaert en Emile Rommelaere en aan de Academie in Brussel bij Henri Van Haelen.
Dieperinck schilderde havengezichten, Brugse stadsgezichten en interieurs, woonwagentaferelen en polderlandschappen. Verder was hij actief in de sectoren van toneeldecors, publiciteitswerk, kunstvlaggen, praalwagens en karikaturen.
Hij had lange tijd een eigen galerie aan de Hoefijzerlaan in Brugge.
Hij was lid van de vereniging "Hedendaagsche Kunst" en van de Kunstkring "Iris" in Brugge.

## Tentoonstellingen
- 1941: Brugge, Galerie San Salvador
- 1943: Brugge, Galerie San Salvador
- 1944: Brugge, Galerie San Salvador
- 1944: Roeselare, Zaal Cloet
- 1946: Brugge, Galerie Novana
- Ook meerdere tentoonstellingen in Blankenberge en Oostende.